# Figueroles
Figueroles es un municipio de la Comunidad Valenciana, España. Perteneciente a la provincia de Castellón, en la comarca del Alcalatén.Tiene una población de 518 habitantes (INE 2024).

## Geografía
Se encuentra junto al río Lucena. El paisaje es montañoso y típicamente mediterráneo. Figueroles está entre los municipios de Alcora y Lucena del Cid. Abunda el clima mediterráneo con veranos cálidos y inviernos suaves, predominan las especies mediterráneas como: El olivo, el almendro o el algarrobo. Hay monte bajo. La altitud media es de unos 370 m. 
Desde Castellón de la Plana se accede a esta localidad a través de la CV-16 y tomando luego la CV-190.

### Localidades limítrofes
Está rodeado por los términos municipales de Lucena del Cid, Useras, Costur y Alcora, todas ellas de la provincia de Castellón
|                       | Norte: Lucena del Cid |                               |
| --------------------- | --------------------- | ----------------------------- |
| Oeste: Lucena del Cid |                       | Este: Useras, Costur y Alcora |
|                       | Sur: Lucena del Cid   |                               |

## Paisajes y rutas

### Paisajes
En la zona de la Traguanta encontramos la Roca Naram y la Penya-Roja, como emblemas del paisaje del municipio. Dos atalayas desde donde se divisa Castellón y el mar. En estos parajes encontramos el barranco de les Olles, donde se aprecian antiguas masias con aljibes de piedra seca o sus riberas con especies como el pino o la carrasca. También se encuentra la balsa del conde de Aranda, situada en un paso real donde predominan las sabinas y los enebros. Dentro del paisaje de Figueroles se encuentran también las minas de yeso de la partida de Agua Salada, donde se encuentres varias fuentes con altos índices de sal. Otro de los elementos más característicos es el molino Viejo o molino del conde de Aranda, documentado a finales del siglo XIV, y que pertenecía al señor feudal de Alcalatén.

### Rutas
- Ruta Etnográfica de l'Alcalatén: Proyecto cultural que pretende reflejar la simbiosis entre el respeto al medio natural y el desarrollo de la actividad humana de antiguas generaciones. Una ruta de senderismo que pretende reflejar el respeto por el medio natural y la cultura de la zona. Sendero PRCV-341 de dificultad media, con una distancia de 14 km y un inicio y fin en la localidad de Figueroles. Transcurre por amplios senderos, pinares (Como el de Burgá),m Barrancos (Volatera o Olles) y pistas forestales. Se aprecian monumentos del pueblo como el Molí Vell.[5]
- Ruta Natural del Agua: Transcurre paralela al Río Lucena a su paso por Figueroles. Se recorre el paisaje del río natural, además de la influencia de la actividad humana y los recursos y herramientas hídricas que se han ido empleando para aprovechar este recurso, como norias, acequias, fuentes... A lo largo de la ruta se aprecian especies mediterráneas y fauna local, como el zorro, la cabrá montesa o el jabalí.[6]

## Historia
Perteneció a la tenencia del Alcalatén. Después de la conquista, el rey Jaime I le concedió el dominio jurisdiccional, el 24 de julio de 1233, al noble aragonés Juan Ximén de Urrea, quien la había conquistado y pobló con gentes venidas de Cataluña (Lérida) y Aragón, continuando el señorío en la familia, que alcanzó posteriormente el título de condes de Aranda, hasta la extinción de esta casa en 1798 pasó a la pertenecer a la casa ducal de Híjar hasta 1818.
Los vecinos de Figueroles a mediados del siglo XIV, consiguen la autorización del Obispo de Tortosa, para la construcción de una pequeña iglesia o ermita dedicada a San Mateo, así como cementerio propio. La primera noticia documental que tenemos de ella es una sentencia arbitral dada en Villaviciosa el 8 de mayo de 1383, por el cardenal Pedro de Luna, el que sería después el famoso Benedicto XIII (el Papa Luna), sobre los diezmos que las iglesias del Señorío del Alcalatén tenían que pagarle a la diócesis de Tortosa.
En 1602 la iglesia de Figueroles se constituyó como parroquia, y el sábado de Ramos de 1603 se segregó definitivamente de la iglesia de Lucena del Cid, y en 1962 fue eclesiásticamente incorporada a la diócesis de Segorbe-Castellón. El 1 de agosto de 1726 se independizó municipalmente de Lucena, por voluntad del conde de Aranda.

## Demografía
Figueroles cuenta con una población de 518 habitantes (INE 2024).
| Gráfica de evolución demográfica de Figueroles entre 1857 y 2021 |
| |
| Población de derecho según los censos de población del INE Población de hecho según los censos de población del INEEntre el censo de 1857 y el anterior, aparece este municipio porque se segrega del municipio Lucena del Cid |

En este municipio hay un equilibrio entre sexos, dado que los hombres cuentan con el 49,7 % (264 votos) y las mujeres con el 50,3 % restante (267 votos). En términos de edad, el mayor núcleo de gente en Figueroles está entre los 50 y 70 años.

## Economía
Se cultivan almendros, olivos, algarrobos y hortalizas, pero la principal actividad económica es la industria azulejera con tres fábricas de azulejos en la actualidad, a partir de la expansión económica de la Alcora, no solo ha conseguido detener la pérdida de población sino que esta ha aumentado moderadamente gracias a las mejores condiciones de vida. La actividad primaria y terciaria son secundarias frente la explotación del azulejo, el sector agrícola de Figueroles se agrupa en torno a la Cooperativa de San Mateo. Y la actividad terciaria en actividades multiaventura o en servicios de tiendas y gastronomía que fomentan el turismo de interior y rural.

## Administración y política

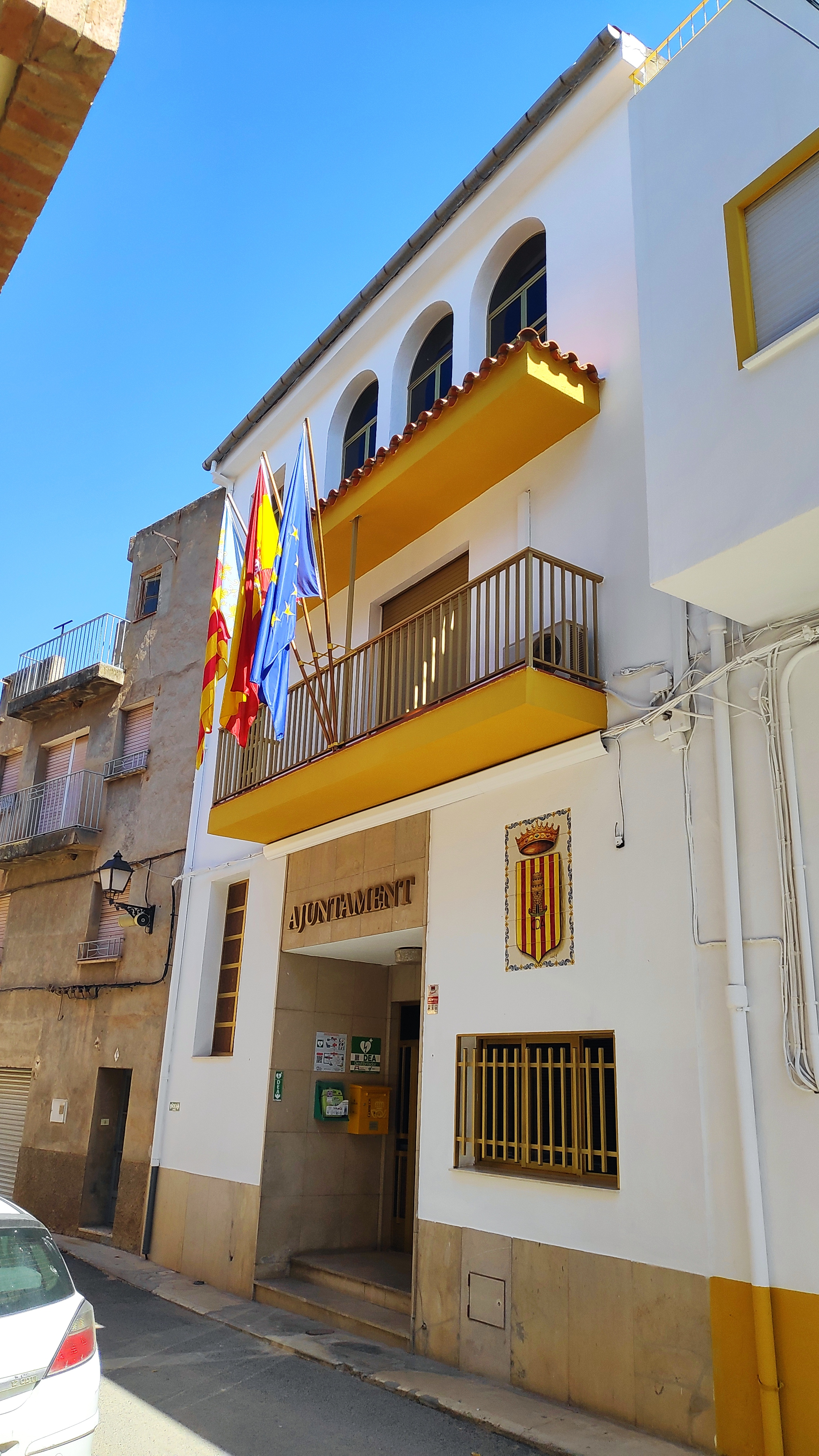
Casa consistorial

En el ámbito político, el PP (Partido Popular) lleva gobernando 6 legislaturas (incluyendo la vigente) de la mano de Luis Gregori Herrando. En las últimas elecciones, las celebradas en 2023, el PP contó con el 77,24 % de los votos (292), el PSOE con el 17,19 % (65), y por último, el XF con el 29 % restante (20). Dadas estas cifras, el PP cuenta con 6 concejales, mientras el PSOE cuenta con 1.
| Periodo   | Nombre                            | Partido   |
| --------- | --------------------------------- | --------- |
| 1979-1983 | Pedro Herrando Bartoll            | UCD       |
| 1983-1987 | Rafael Nebot Bernat               | PSPV-PSOE |
| 1987-1991 | Rafael Nebot Bernat               | PSPV-PSOE |
| 1991-1995 | Rafael Nebot Bernat               | PSPV-PSOE |
| 1995-1999 | Rafael Nebot Bernat               | PSPV-PSOE |
| 1999-2003 | Rafael Nebot Bernat               | PSPV-PSOE |
| 2003-2007 | Luis Gregori Herrando             | PP        |
| 2007-2011 | Luis Gregori Herrando             | PP        |
| 2011-2015 | Luis Gregori Herrando             | PP        |
| 2015-2019 | Luis Gregori Herrando             | PP        |
| 2019-2023 | Luis Gregori Herrando             | PP        |
| 2023-act. | Luis Gregori Herrando (2023-2025) | PP        |

## Patrimonio

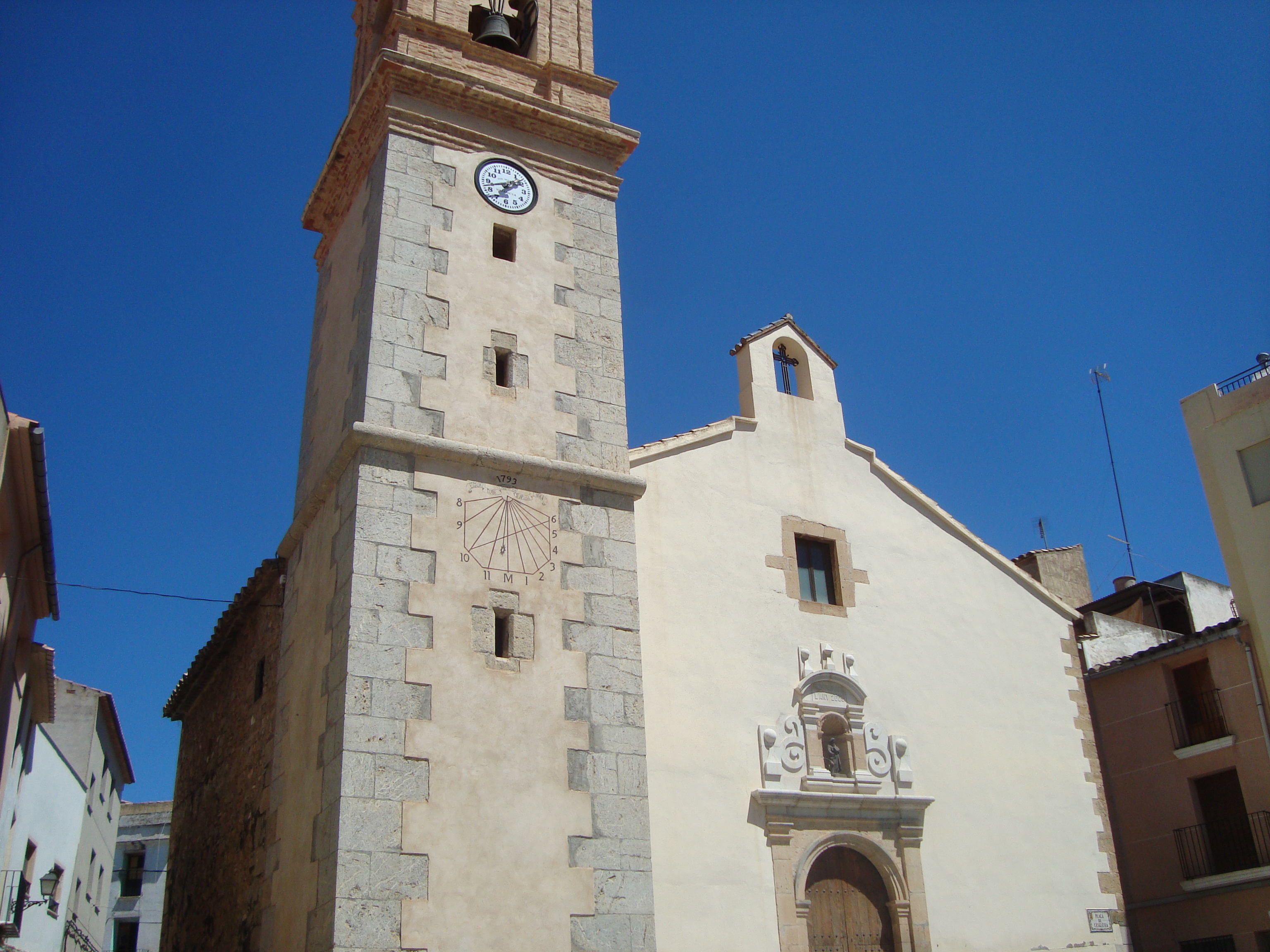
Iglesia parroquial de San Mateo

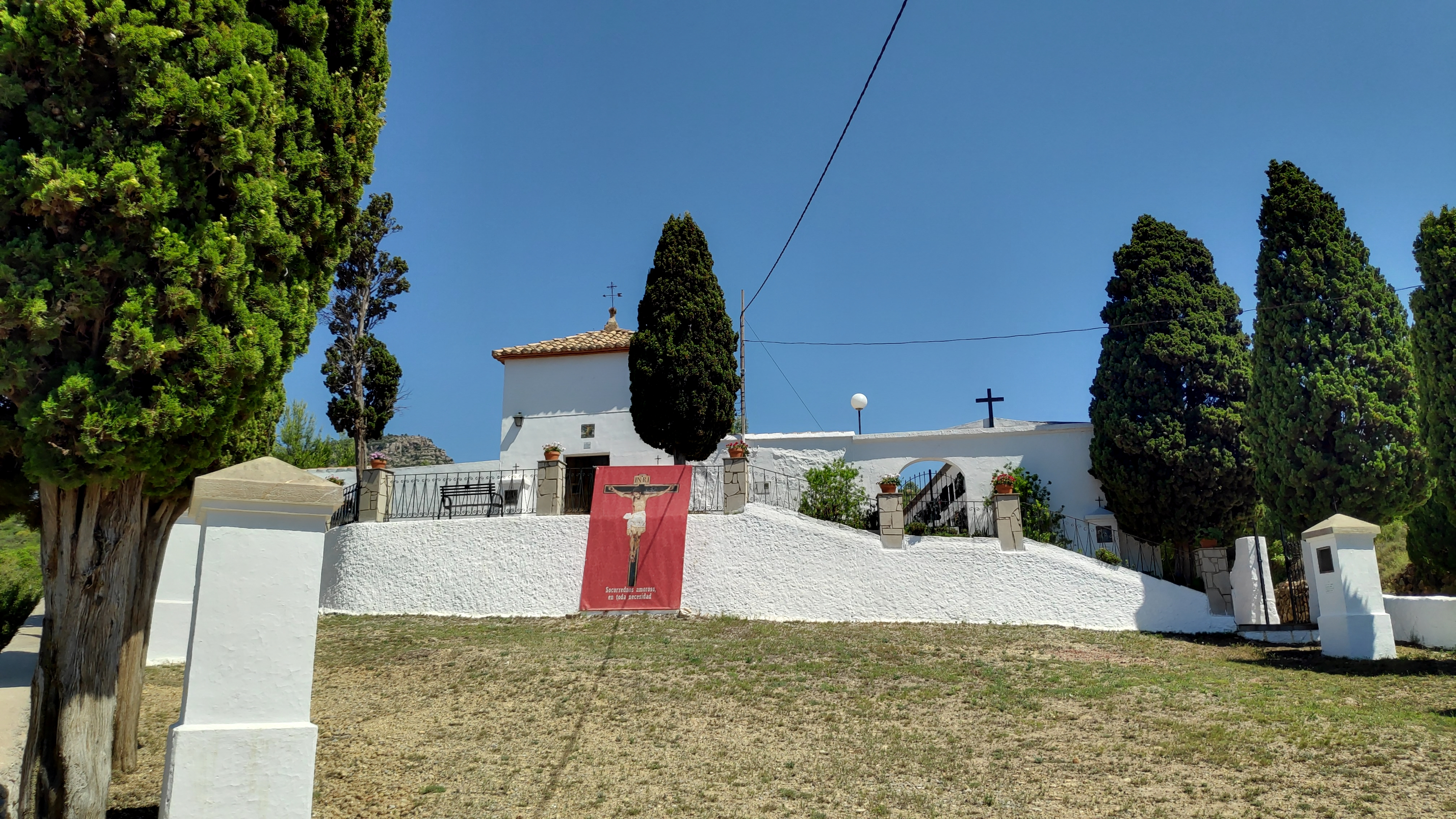
Ermita

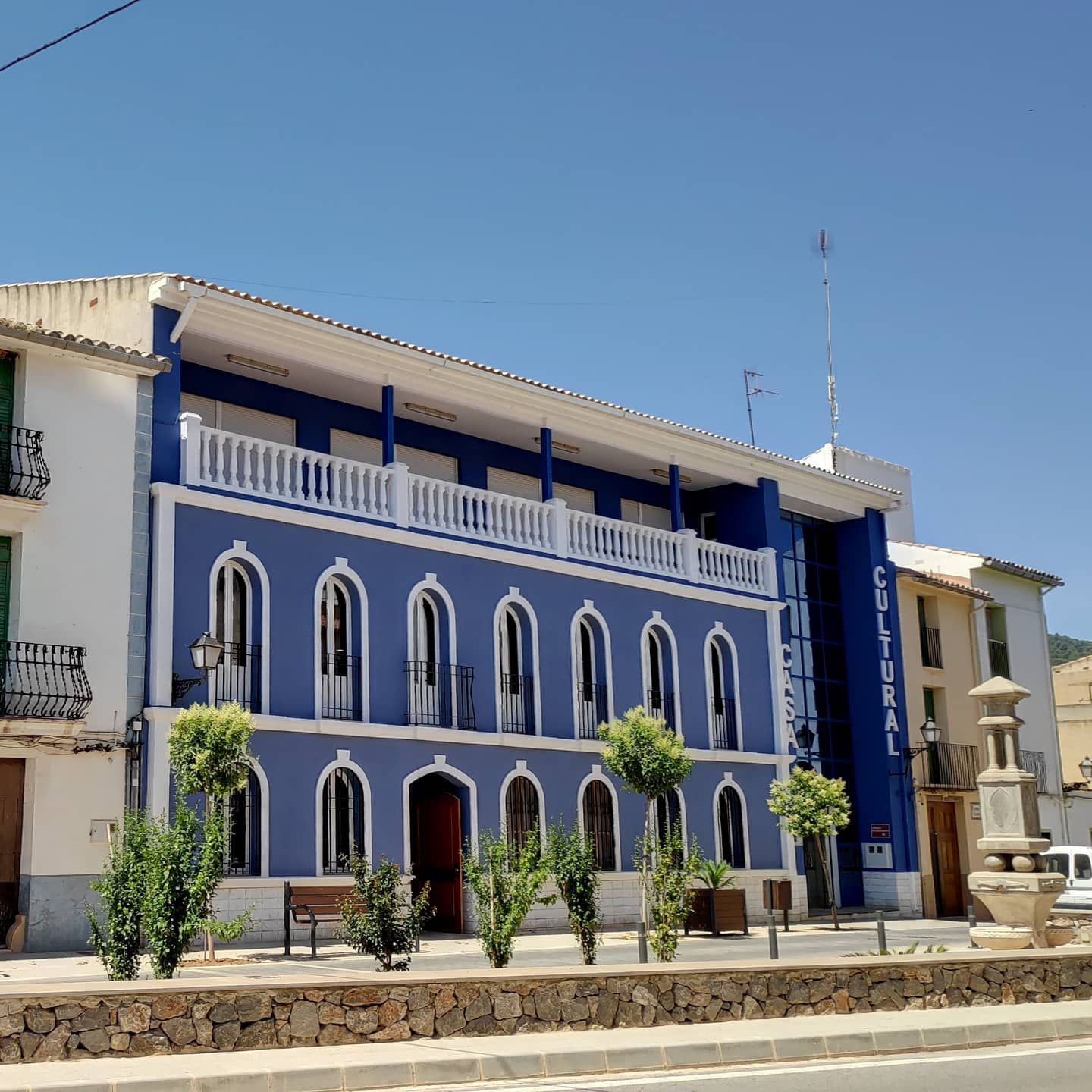
Casa de la Cultura

- Iglesia de San Mateo (siglo XVII): Construida entre los años 1640 y 1651, con un estilo renacentista. En su interior se puede apreciar retablos de madera del siglo XVII-XVIII y otras pinturas de diversas épocas. La estructura se compone de una única nave, con una amplia fachada. Ha sido remodelada entre 1993 y 2003.[2][9][17]
- Ermita del calvario (siglo XVII): Se encuentra en la elevación de El Tossalet. Está catalogado como bien de relevancia local, el recinto engloba la ermita, el calvario y el cementerio. Dentro de la ermita se encuentra un cristo crucificado al que la población le tiene veneración por los deseos que ha concedido a esta.[9][18]
- La Casa de los Colegiales: Antigua casa señorial de s. XVII, edificada en 1608. En su interior se encuentra una capilla-oratorio con unos frescos que datan de 1726.[9]

## Fiestas
- San Antonio Abad: Se celebra alrededor del 17 de enero, se bendicen los animales se encienden hogueras y se come el tradicional Rolltet-tou. El grupo de danza local representa la danza del prim. Se clausura el día con una cena donde se invita a los asistentes a embutidos.
- La Candelaria y San Blas: Los días 2 y 3 de febrero respectivamente, se bendicen alimentos y la famosa Coca de San Blas. Se celebra una misa en honor a San Blas donde se reparten caramelos al ser el protector de los males de garganta.
- Festa del Reservat: Se celebra el domingo de ramos, conmemora la bajada del santísimo sacramento desde la iglesia de Lucena hasta la de Figueroles en 1603.
- Día del Cristo del Calvario: Se celebra el lunes siguiente al domingo de pentecostés, día que los jóvenes toman la comunión en el pueblo. El lunes se celebra la misa a primera hora de la mañana y a las 21 comienza la procesión hasta la ermita en un solemne silencio, mientras el cristo recorre las calles del pueblo y la población le lanza flores.
- La Cursa Ibérica: Se celebra el segundo sábado de septiembre, es una carrera que transcurre por los parajes más singulares del municipio.
- San Mateo y las Sagradas Reliquias: Se celebra el 21 y 22 de septiembre, se llevan a cabo actividades culturales, deportivas y de ocio. Concursos de paellas, comidas populares, verbenas o vaquillas.[9][19][20]

## Gastronomía
Los platos típicos de la gastronomía de Figueroles son: Els Prims, unos dulces hechos con agua,hariana, aceite, azúcar y aguardiente, muy parecidos a unas pastas. También encontramos el Rolltet-tou, una pasta típica que se realiza en las épocas festivas de la localidad, hecha a base de agua, huevo, harina, aceite y azúcar. Por último, la carne de caza, con predominio de la carne de toro estofada o el arroz con bacalao, espinacas y garbanzos, un plato típico de la época de Cuaresma.

## Comunicaciones
Figueroles cuenta con servicio público de autobús que sigue el recorrido: Lucena-Figueroles-La Foya-Alcora-Emp. Moro-Castellón.